# 우유 전쟁
우유 전쟁(영어: Milk War, 러시아어: Молочные войны, 벨라루스어: Малочная вайна)은 2009년 6월 발생한 러시아와 벨라루스 간의 무역 분쟁으로, 이로 인해 러시아가 압하지야와 남오세티야의 독립을 인정하는 대가로 5억 달러를 지불한다는 계획도 취소되었다. 러시아는 벨라루스의 낙농업을 민영화하는 것에도 관심을 드러냈다. 벨라루스는 유럽 연합 규정에 벨라루스 유제품을 맞춰 협상하는 방식으로 대응하였다. 러시아는 보건상의 이유를 들어 벨라루스로부터의 유제품 수입을 금지하였다. 수입 금지는 2009년 6월 17일 해지되었다.
2009년 말 벨라루스 대통령 알렉산드르 루카셴코는 러시아를 지지해 압하지야와 남오세티야의 독립을 승인하지 않은 것을 후회한다고 밝혔다. 벨라루스 의회는 분쟁 지역으로 조사단을 파견하여 독립을 승인할 것인지를 조사했다. 조지아는 조사단 파견에 반대하였으며 벨라루스에게 미승인 상태를 유지할 것을 촉구했다. 러시아는 금품 외교를 계속 이어가, 압하지야와 남오세티야의 독립을 인정하는 대가로 베네수엘라, 나우루, 바누아투, 투발루, 시리아에게 돈이나 군사적 지원을 주었다.
2013년 러시아는 다시금 유제품 수입을 금지할 것이라고 위협하였으며, 2017년 6월과 2018년~2019년 동안에는 임시로 유제품 금수 조치를 내리기도 하였다. 러시아는 국제 제제로 인하여 벨라루스가 품질이 낮은 상품을 판매하는 형식으로 시장을 장악할 것이라고 염려하며, 벨라루스는 러시아가 많은 장애를 만들고 있다고 주장하고 있다. 벨라루스는 자국의 국제적 고립에 영향을 미친다며, 이러한 무역 분쟁을 반대하고 있다.

## 배경

조지아의 점령지(압하지야와 남오세티야).

벨라루스와 러시아는 특별한 동맹 조약을 맺은 구소련 국가로, 2006년 후반 관계가 악화되기 시작하여 2007년 러시아-벨라루스 에너지 분쟁 이후 벨라루스가 유럽 연합을 받아들이기 시작하였다. 벨라루스는 유럽 연합과 구소련 국가 관 관계를 개선시키기 위한 동방 파트너십에 참가하였다. 유럽 연합 또한, 2006년 대통령 선거가 조작되었다는 기존의 주장은 유지하였지만, 벨라루스 대통령 알렉산드르 루카셴코의 여행 제한 조치를 해제하였다.
2008년 남오세티야 전쟁 이후 러시아는 분쟁 지역인 압하지야와 남오세티야의 독립을 인정하였다. 벨라루스 또한 압하지야와 남오세티야의 독립을 인정하라는 압력을 받았다. 당시에는 러시아와 니카라과만이 압하지야 및 남오세티야와 외교적 관계를 설립한 상태였다. 벨라루스는 두 국가의 독립을 인정하지 않았고, 미국과 정치범 석방 합의를 시작하였다. 당시 러시아는 관계 악화의 일면으로서, 폴란드의 축산품, 몰도바의 와인, 라트비아의 생선 통조림, 조지아의 대부분 농산품의 수입을 제한하고 있었다.

## 무역 분쟁

### 푸틴의 민스크 방문

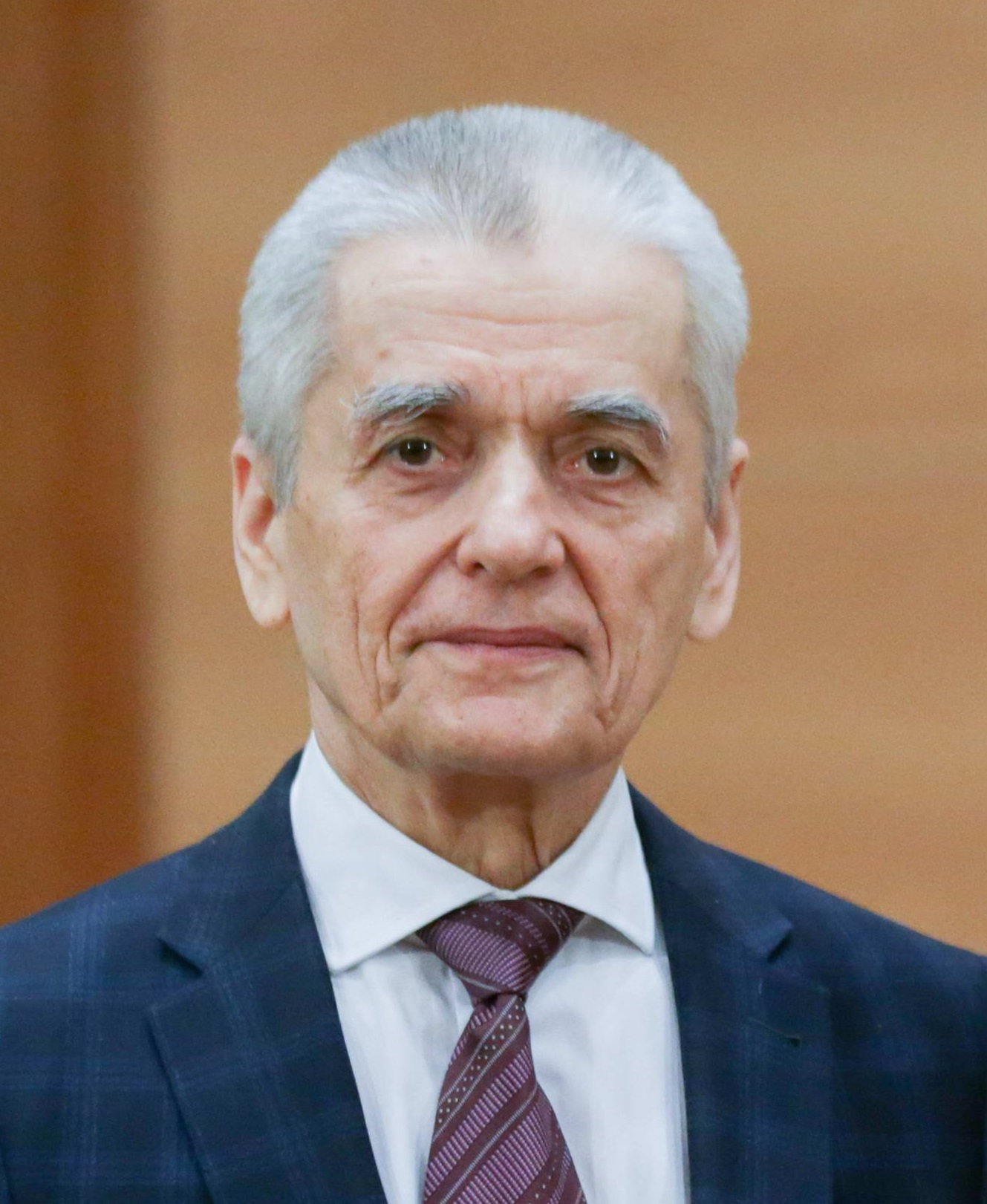
최고 위생 조사관 겐나디 오니셴코는 러시아 정부에게 벨라루스의 유제품 수입을 금지해야 한다고 권고하였다.

2009년 5월 29일, 러시아 총리 블라디미르 푸틴이 벨라루스의 수도 민스크를 방문하여 러시아 루블로 상환한다는 조건 하에 총 24억 달러의 대출금 중 5억 달러를 지급할 것이라고 밝혔다. 루카셴코는 이 대금이 벨라루스가 압하지야와 남오세티야의 독립을 인정하는 조건 하에 지급하기로 한 것이라고 주장했으며, 러시아는 이 주장이 사실이 아니라 하며 대출금을 동결하였고, 러시아 정치인 알렉세이 쿠드린은 연말까지 벨라루스가 경제적으로 독립할 수 없을 것이라는 염려를 내놓았다. 벨라루스는 러시아로의 경제 종속에 불만을 품고 대출금을 거절했으며, 국제 통화 기금에서 대출금 10억 달러를 받았다.
방문 기간 동안 러시아는 벨라루스의 낙농업을 민영화하려고 하였으나, 벨라루스는 유럽 연합의 규정에 벨라루스 우유를 맞추며 유럽 연합과 협상하는 방식으로 대응하였다.
러시아는 다른 구소련 국가의 식품 금수 조치를 맡은 적이 있는 겐나디 오니셴코의 주도 하에 보건 조사를 실시하여, 벨라루스의 유제품에는 적절한 증명이 없어 관련 수입을 모두 금지해야 한다고 러시아 정부에 조언하였으며, 러시아 언론 또한 벨라루스의 유제품이 건강에 좋지 않다는 주장을 방송하기 시작하였다.

### 유제품 금지, 집단 안보 조약 기구 보이콧, 협상
뉴욕 타임스는 러시아의 보건상의 우려를 러시아가 무역 분쟁에서 흔히 사용하는 "지정학적 분쟁에서의 무기"라고 평하였다. 2009년 6월 6일, 러시아는 벨라루스의 우유 및 유제품 1,200가지의 수입을 금지하였다. 이 금수 조치는, 벨라루스의 유제품 95%가 러시아로 수출된다는 점에서, 낙농업에 큰 피해를 가하는 것으로 간주되었다. 하지만 벨라루스 정부 관계자는 "왜 이러한 물품을 대놓고 시끄럽게 금지하는지 이해하기 어렵다"면서, 러시아가 애초에 이 상품들의 수입을 허용한 적이 없었다고 말했다. 러시아 관계자들은 이 조치가 정치적인 이유가 아니라고 주장하였다. 뉴욕 타임스, 폴리티코, 선데이 타임스는 이 무역 분쟁을 "우유 전쟁"이라고 표현하였다.
루카셴코는 장관들을 불러모아 러시아가 벨라루스에 가할 수 있는 경제적 위협 목록을 작성하기 시작했다. 벨라루스 외교부는 이 금수 조치가 "국제적 합의를 어기는 차별적인 무역 제한"이라고 말했다. 외교부에서는 루카셴코가 모스크바에서 열리는 집단 안보 조약 기구 회담을 보이콧할 것이라고 발표하였다. 당시 열리는 집단 안보 조약 기구 회담은 상호 간의 안보 조약 체결을 위한 것으로, 러시아는 북대서양 조약 기구에 대항하고 구소련 국가로의 서방 영향을 줄이기 위한 중요한 단계로 보았다. 루카셴코는 회원국이 전부 참석하지 않고 벨라루스와 우즈베키스탄 없이 체결된 조약은 불법이라고 비난하였다.
2009년 6월 15일 협상이 시작되었다. 보건 상의 문제는 협상 과정에서 등장하지 않았다. 6월 17일 러시아는 벨라루스의 유제품 수입 금지가 다음 날 해제될 것이라고 발표했다. 푸틴은 우유 전쟁의 이유는 수입된 유제품의 양이라고 밝혔지만, 과거의 품질 문제는 언급하지 않았다. 러시아로의 수입이 허가된 벨라루스의 유제품 숫자는 이후 배로 증가하였다. 벨라루스는 우유 전쟁 당시 설치한 세관을 철거하였으며 러시아-벨라루스 국경에 배치한 세관원 30명을 철수시켰다. 금수 조치 해제 이후 싱크탱크 유럽 외교 협회의 앤드류 윌슨은 루카셴코가 우유 전쟁의 승자라고 선언하였지만, 벨라루스의 장기적 생존에 대해서는 우려를 표했다. 비탈 실리츠키는 폴리티코에 러시아가 루카셴코를 정권에서 내쫓기 위한 노력을 계속할 것으로 보인다는 글을 썼다.

## 결과

### 벨라루스의 압하지야 및 남오세티야로의 파견
2009년 7월, 벨라루스 외교부는 자국 시민이 조지아를 통해서만 압하지야와 남오세티야 지역으로 진입하라는 여행 경보를 발효했다. 2009년 9월 리투아니아에서의 회담에서, 루카셴코는 벨라루스가 러시아를 지지하기 위해 압하지야와 남오세티야의 독립을 승인했어야 했다고 밝혔다. 루카셴코는 5억 달러 대출의 취소를 "벨라루스에 대한 마녀 사냥"이 원인이라고 보았으며, "(러시아 지도층) 일부는 우리가 머리를 숙이거나, 두 나라의 독립을 전혀 인정하지 않기를 바랬다"고 말했다.
10월 루카셴코는 벨라루스와 압하지야 및 남오세티야의 현재 관계를 칭찬했으며, 독립을 승인하기 전에 상황을 알아보아야 할 것이라고 밝혔다. 의회 의장 안드레이찬카 울라지미르는 압하지야와 남오세티야에 대해 "객관적인 평가를 시행"하겠다고 발표했다. 10월 말 루카셴코는 러시아가 압하지야와 남오세티야의 자결권을 토대로 독립을 승인한 것이라는 자신의 의견을 밝혔다. 11월에 벨라루스는 의회 의원들을 조지아, 압하지야, 남오세티야로 파견하였으며, 조지아는 벨라루스에게 분쟁 지역을 독립국으로 인정하지 말 것을 촉구했다.

### 2009년 이후

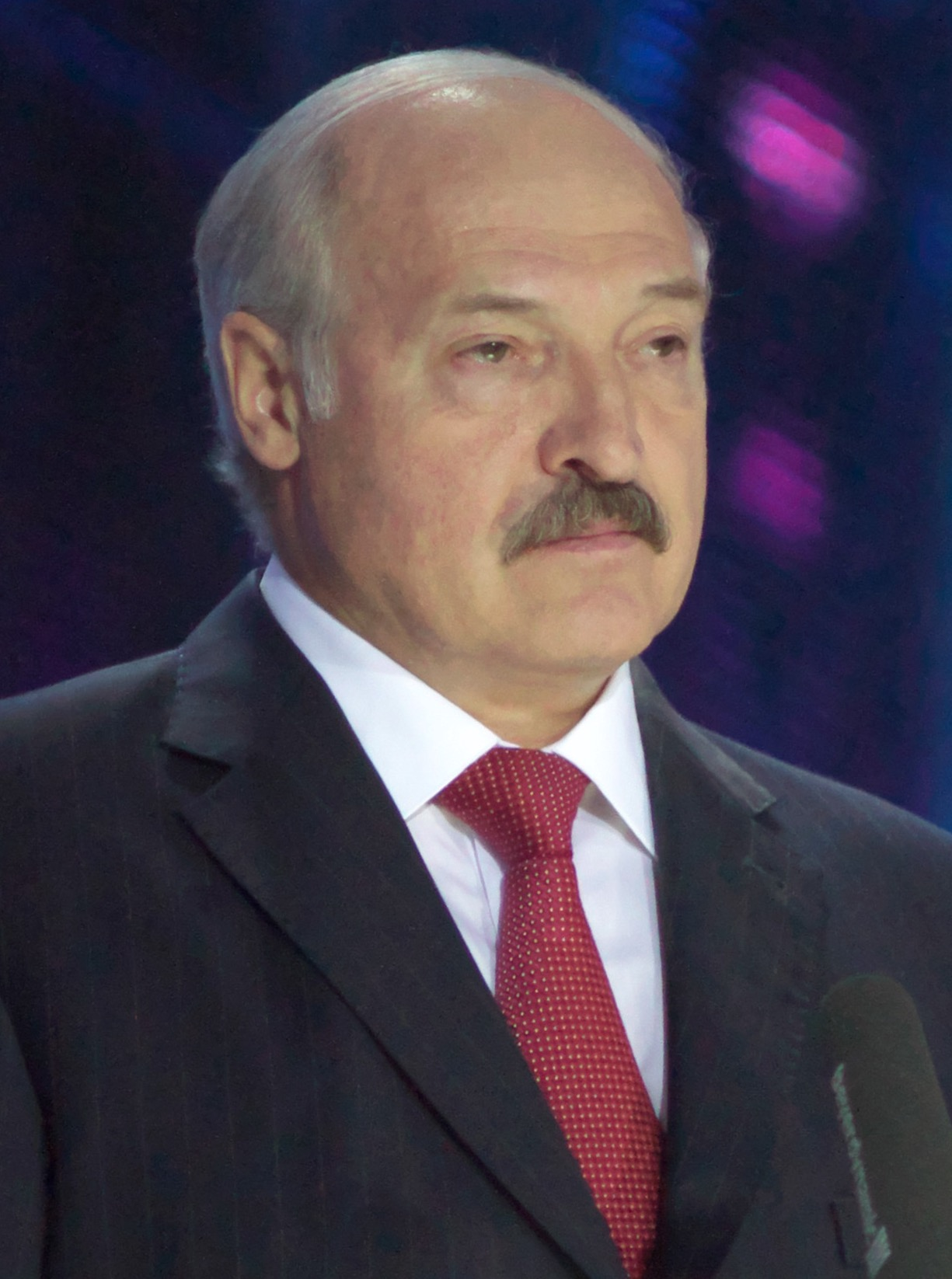
2010년 10월 유출된 자료에는 알렉산드르 루카셴코가 러시아의 압력을 버티고 압하지야와 남오세티야의 독립을 승인하지 않은 것에 대한 대가를 충분히 받지 못했다고 느꼈다는 내용이 나온다.

2010년 12월 케이블게이트를 통해 유출된 자료에는 루카셴코가 러시아의 압하지야와 남오세티야 독립을 인정하라는 압박에 대응한 자신의 공로를 유럽 연합이 충분히 인정하지 않는다는 불평과, 러시아의 가스 가격 인상으로 인해 결과적으로 벨라루스가 압하지야 및 남오세티야의 독립을 승인할 것이라는 염려가 담겨 있었다. 2014년 3월, 러시아의 크림반도 합병 이후, 루카셴코는 크림반도 합병 인정에 대한 벨라루스의 지위를 압하지야 및 남오세티야의 독립 인정에 대한 지위와 동등하다고 주장하였다. 루카셴코는 "오세티야, 압하지야 등 다른 지역처럼 크림 또한 독립적인 국가가 아니다. 현재 크림은 (실질적으로) 러시아연방의 일부이다. 인정하던 아니던, 사실은 사실이다"고 말했다. 2018년 3월, 조지아 신경제학교 싱크탱크의 회장 파타 셰셸리제는 벨라루스의 독립 미승인을 대가로 조지아가 계속해서 돈을 지급하고 있었다고 제보했다.

### 러시아의 금품외교
우유 전쟁 이후, 러시아는 "금품외교" 정책을 통해, 압하지야와 남오세티야의 독립 인정을 대가로 여러 국가에 돈을 제공했다. 2009년 9월 베네수엘라가 압하지야와 남오세티야의 독립을 인정한 세 번째 국가가 되었고, 일주일 후 러시아는 베네수엘라와 "수십억 달러 규모의 경제 및 무기 거래 조약"을 맺었다. 2009년 12월, 나우루가 네 번째로 독립을 승인하자, 러시아로부터 5억 달러 규모의 투자를 받았다. 2011년 5월, 바누아투가 독립을 승인하였다. 바누아투 정치인 조 나투만은 러시아가 독립 승인을 위해 5억 달러를 주었다고 밝혔다.
2011년 10월, 투발루가 압하지야와 남오세티야의 독립을 승인했지만, 2014년 3월 조지아가 25만 달러를 제안하자 승인을 철회하였다. 뉴 리퍼블릭은 투발루의 결정이 "러시아가 수억을 쓴 외교 정책의 끝을 촉발할 수 있다"고 보았다. 조지아는 피지에 독립 미승인을 대가로 컴퓨터 200대를 증정했다. 2018년 5월, 2015년부터 내전을 겪으며 러시아의 도움을 받은 시리아 정부가 압하지야와 남오세티야의 독립을 승인했다.

## 이후의 무역 분쟁

### 2013년 위협 및 2017년 임시 금수 조치

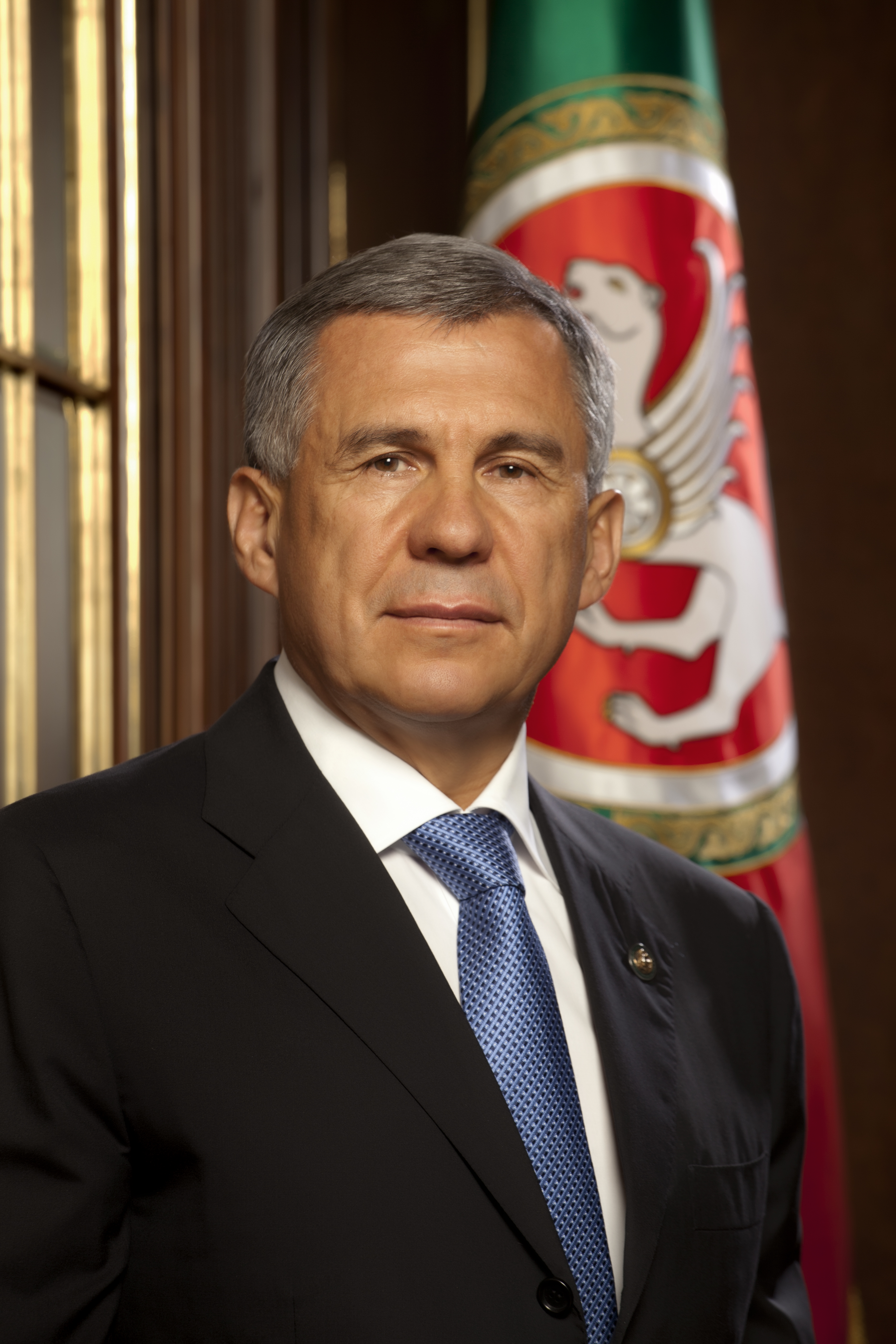
2018년 루스탐 민니하노프는 타타르스탄의 낙농가에 대한 염려를 표했으며, 벨라루스 유제품 금수 조치가 다시금 내려지는 배경이 되었다.

2013년 8월, 러시아의 비료 회사 우랄칼리의 회장 블라디슬라프 바움게르트네르가 벨라루스로부터 회담 초대를 받은 후, 범죄 사건에 연류되어 체포되었다. 2013년 10월 러시아는 오니셴코가 품질 문제를 지적한 후, 리투아니아로부터의 유제품 수입을 막았다. 이 조치는 리투아니아가 여러 구소련 국가에게 더 가까운 외교 관계를 제시하려는 유럽 연합 회담을 계획하고 있어, 정치적 압력을 가하기 위한 것으로 비춰졌다. 러시아는 같은 해 12월 리투아니아가 세계무역기구에 "우유 전쟁"에 대한 항의를 제기하겠다고 위협하자 금수 조치를 해제할 여지를 내비쳤다. 2014년 1월 금수 조치가 해제되었다.
2014년, 유럽 연합과 미국은 러시아의 크림반도 합병으로 인해 러시아에 제제를 가했으며, 러시아는 서방 국가에서의 몇몇 식품을 금지하는 방식으로 대응하였다. 러시아는 벨라루스가 품질이 떨어지는 상품을 판매함으로서 이 상황을 이용하고 있다고, 벨라루스는 러시아가 고의적으로 무역 장벽을 만든다고 주장하였다. 2017년 6월, 러시아는 라벨 조작 및 비일관성을 이유로 벨라루스 기업 벨시르와 슈친 크리머리에서 생산한 치즈의 수입을 금지했다. 같은 달 말 러시아는 금수 조치를 해제했다. 2016년~2017년 기간 동안 러시아로의 벨라루스 유제품 수출량은 12.8% 감소했다.

### 2018년~2019년 유제품 금수 조치
우리는 벨라루스 우유 그 자체를 제제하지는 않습니다 [...] 저는 (벨라루스의) 사업가들이 이 문제를 해결한다면, 바로 제한이 해제될 것이고, 문제는 사라질 것입니다. 그저 시간 문제입니다.

2018년 2월 16일 타타르스탄 대통령 루스탐 민니하노프가 러시아 총리 드미트리 메드베데프와 만나 유제품 생산이 벨라루스의 값싼 분유로 옮겨갔기 때문에 지역 농부들이 손실을 겪는다는 염려를 전했다. 2월 20일 메드베데프는 다른 유라시아 경제 연합 국가보다 자국, 특히 타타르스탄의 낙농업을 우선할 것을 공개적으로 요구했다. 메드베데프는 부총리 아르카디 드보르코비치에게 낙농업에 대한 경제적 제안을 작성할 것을 지시했으며, 2일 후 보건 상의 문제를 이유로 러시아가 벨라루스의 일부 유제품의 수입을 금지했다. 국가두마 의원 아이라트 하이룰린은 수송의 불규칙성을 들며 벨라루스의 유제품이 카자흐스탄과 키르기스스탄으로 가기 위해 러시아에 진입하면 러시아 공장으로 불법적으로 운송되고 있다는 의혹을 제기했다.
2018년 3월 1일, 루카셴코는 금수 조치를 인정했다. 4월 24일, 루카셴코는 국정 연설을 통해 벨라루스의 외교적 고립의 원인으로 서방 국가와 러시아를 동시에 비판했다. 또한 루카셴코는 "우리 최우방국은 우리의 상품이 러시아 시장으로 들어가는 것을 막기 위해 이러한 우유, 고기, 설탕 전쟁을 발발시켰다"라고 말했다. 2018년 여름 동안 러시아 원유의 가격이 증가했다. 2019년 5월 벨라루스에서 러시아로의 우유 도매 금지가 해제되었으나, 벨라루스의 유제품 일부 금수 조치는 아직 이어지고 있다.

## 같이 보기
- 2004년 러시아-벨라루스 에너지 분쟁
- 2007년 러시아-벨라루스 에너지 분쟁
- 2006년 러시아의 몰도바 및 조지아 와인 금수 조치